# 泥蛇属
泥蛇属（学名：Farancia）是游蛇科下的一个属。

## 下属物种
本属包括以下物种：Farancia Gray, 1842
- Farancia abacura (Holbrook, 1836)
- Farancia erytrogramma (Palissot De Beauvois, 1802)